# Эллингер, Йожеф
Йожеф Эллингер (венг. Ellinger József (Józef); 3 декабря 1820, Обуда — 30 апреля 1891, Уйпешт, Будапешт) — венгерский оперный певец (тенор), родоначальник певческой династии.
Из музыкальной еврейской семьи. Дебютировал в 1845 г. в Братиславе, на следующий год пел в Пеште, в 1847 г. в Вене, в 1848 г. добился первого заметного успеха в Регенсбурге, исполнив партию Лионеля в «Марте» Флотова. В 1851 г. выступал в Мюнхене, затем во Франкфурте, Граце, Вене и наконец в 1854—1880 гг. по большей части снова в Будапеште (за исключением четырёхлетнего перерыва в связи с контрактом в Роттердаме в 1862—1866 гг.). В 1861 г. стал первым исполнителем главной партии в национальной опере «Банк бан» Ференца Эркеля. Наиболее значительными в репертуаре Эллингера были главные партии в операх «Фауст» Гуно, «Вильгельм Телль» Россини, а также вагнеровский репертуар.
Женился на сопрано Терезе Энгст (1824—1898). Их дочь Йожефа Эллингер, сопрано, вышла замуж за баритона Вильмоша Малецкого, их дети также стали оперными певцами.